# Vámpíros film
A Vámpíros film egy paródiafilm, melyet 2010. augusztus 18-án mutattak be. A filmet Jason Friedberg és Aaron Seltzer jegyzi, akik a Horrorra akadva és a Már megint egy dilis amcsi film forgatókönyvének társírói, valamint a Bazi nagy film rendezői voltak. A film fő fókuszpontja az Alkonyat-filmsorozat, de Lady Gagát is kifigurázzák.

## Történet
A történet nagyrészt az Alkonyat-sorozat történetére épül; a főszereplő Becca, aki két fiú, egy csillogó vámpír és egy minden 10 percben félmeztelenül mutatkozó, csivavává változni képes indián fiú szerelme között vergődik, miközben gyakran nézik ínycsiklandó hamburgernek és még Lady Gagával, valamint a Jersey Shore nevű MTV-valóságshow stábjával is szembe kell néznie.